# 史联文
史联文（1952年5月13日—），辽宁锦州人，中华人民共和国政治人物。

## 生平
毕业于华东理工大学、中国社会科学院，2009年担任辽宁广播电视台台长及党委书记。2013年11月5日，辽宁省纪委对其涉嫌严重违纪问题进行立案调查。2014年7月21日因犯受贿罪、挪用公款罪被判处无期徒刑，剥夺政治权利终身，并处没收个人全部财产。根据史联文的忏悔书显示，他曾经花35万购买了原价2万元一集的电视剧。在史联文任职时的2011年，辽宁广播电视台就少收广告费12823万元，造成国有资产严重流失。